# SEST e SENAT

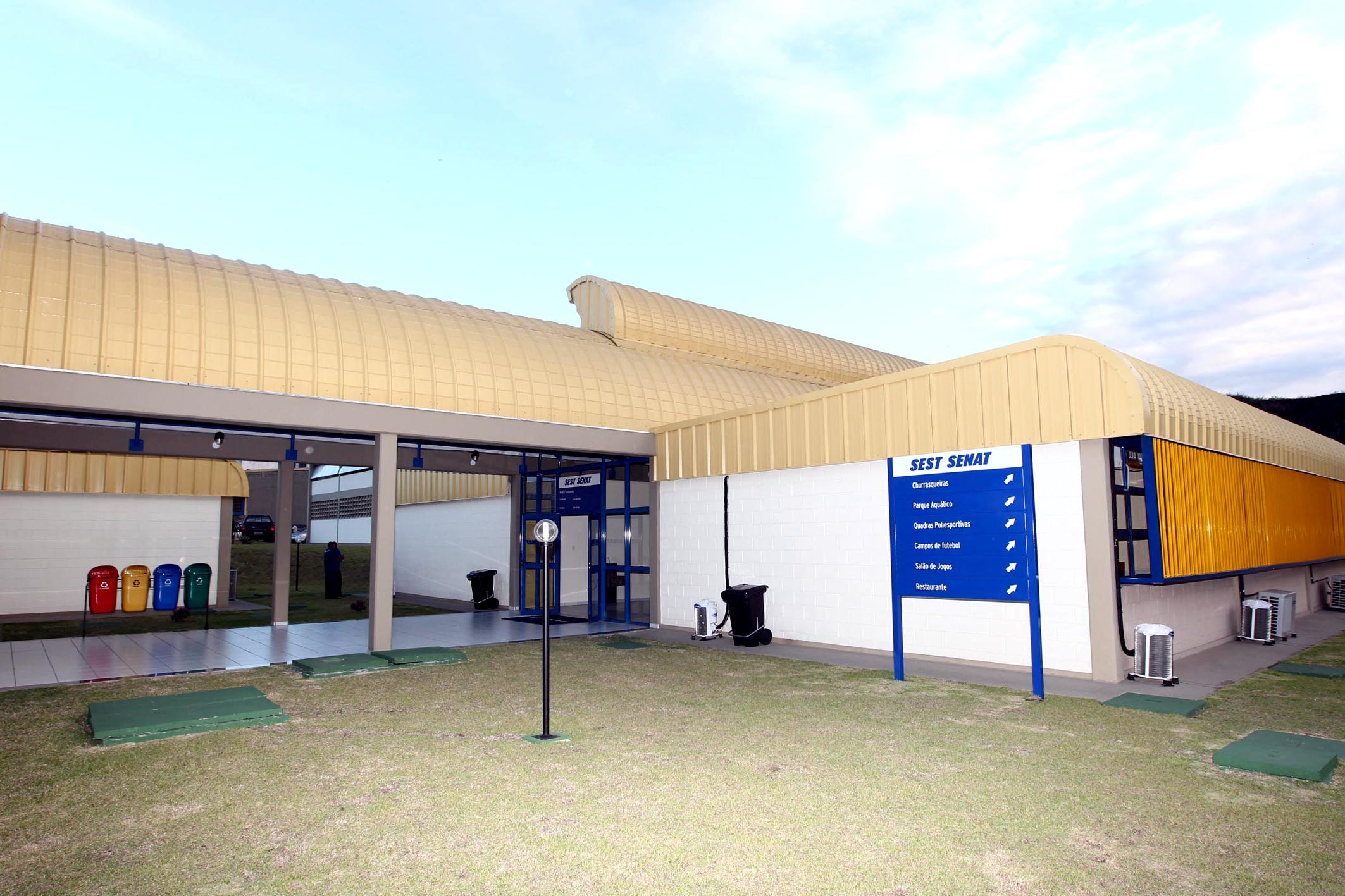
Unidade SEST e SENAT em Itabuna (Bahia)

O Serviço Social do Transporte (SEST) e o Serviço Nacional de Aprendizagem do Transporte (SENAT), criados em 14 de setembro de 1993, pela Lei Nº 8.706, são instituições voltadas para a valorização dos transportadores autônomos e trabalhadores do setor de transporte.